# Sermide
Sermide é uma comuna italiana da região da Lombardia, província de Mântua, com cerca de 6.477 habitantes. Estende-se por uma área de 56 km², tendo uma densidade populacional de 116 hab/km². Faz fronteira com Bondeno (FE), Calto (RO), Carbonara di Po, Castelmassa (RO), Castelnovo Bariano (RO), Felonica, Magnacavallo, Mirandola (MO), Poggio Rusco.

## Demografia
| Variação demográfica do município entre 1861 e 2011                               |
|                                                                                   |
| Fonte: Istituto Nazionale di Statistica (ISTAT) - Elaboração gráfica da Wikipedia |